# Pleonomus
Pleonomus là một chi bọ cánh cứng trong họ 
Elateridae.
Chi này được miêu tả khoa học năm 1849 bởi Ménétriés.

## Các loài
Các loài trong chi này gồm:
- Pleonomus angusticollis Reitter, 1894
- Pleonomus canaliculatus (Faldermann, 1835)
- Pleonomus laticornis Reitter, 1900
- Pleonomus makiharai Ôhira, 1972
- Pleonomus tereticollis Ménétriés, 1849